# Гойто
Го̀йто (на италиански: Goito, на местен диалект: Guit, Гуйт) е град и община в Северна Италия, провинция Мантуа, регион Ломбардия. Разположен е на 33 m надморска височина. Населението на общината е 10 463 души (към 2014 г.).